# Demons and Wizards
| 전문가 평가                      | 전문가 평가 |
| 평가 점수                        | 평가 점수   |
| 출처                             | 점수        |
| -------------------------------- | ----------- |
| AllMusic                         | [ 1 ]       |
| Collector's Guide to Heavy Metal | 10/10       |

《Demons and Wizards》는 영국의 하드 록 밴드 유라이어 힙의 네 번째 스튜디오 음반으로 1972년 5월 19일, 영국의 브론즈 레코드와 미국의 머큐리 레코드가 발매했다.

## 커버 아트
오리지널 바이닐은 게이트 폴드 슬리브였고, 그 앞면은 로저 딘이 디자인했다. 안쪽 소매에는 밴드의 사진과 켄 헨슬리의 노트가 그려져 있었고, 라이너는 인쇄된 가사를 특징으로 했다.

## 발매
유라이어 힙의 새로운 케미스트리의 결과는 《Demons and Wizards》 음반으로 1972년 6월에 영국에서 20위, 미국에서 23위에 올랐다. 핀란드에서 이 음반은 5월에 1위를 차지했고 14주 동안 차트 1위를 지켰다.
〈The Wizard〉와 〈Easy Livin'〉은 영국과 북미뿐만 아니라 다른 많은 시장에서 싱글로 발매되었다. 커크 블로우스에 따르면 반항적인 로커인 후자는 데이비드 바이런의 외향적인 쇼맨십을 위해 맞춤 제작되었고 미국 빌보드 핫 100 차트에 39위로 진입하여 유라이어 힙의 최초이자 유일한 미국 톱 40 히트곡이 되었다. 〈Easy Livin'〉은 이 밴드의 강력한 시장이 되고 있는 네덜란드와 독일에서도 큰 인기를 끌었다. 이 곡은 호주에서 실망스러운 75위에 도달했다.
《Demons and Wizards》는 1996년 캐슬 커뮤니케이션즈에 의해 3개의 보너스 트랙과 함께 리마스터되어 재발매되었으며, 2003년에는 다시 디럭스 에디션으로 확장되었다. 2017년, 생츄어리 레코드는 2디스크 디럭스 에디션을 출시했다.

## 곡 목록
모든 곡들은 특별한 언급이 없는 한 켄 헨슬리에 의해 작사/작곡하였다.
| #  | 제목                  | 작사·작곡                               | 재생 시간 |
| -- | --------------------- | --------------------------------------- | --------- |
| 1. | 〈The Wizard〉        | 마크 클라크, 헨슬리                     | 2:59      |
| 2. | 〈Traveller in Time〉 | 믹 복스, 데이비드 바이런, 리 커슬레이크 | 3:25      |
| 3. | 〈Easy Livin'〉       |                                         | 2:37      |
| 4. | 〈Poet's Justice〉    | 복스, 헨슬리, 커슬레이크                | 4:15      |
| 5. | 〈Circle of Hands〉   |                                         | 6:25      |

| #  | 제목              | 작사·작곡                | 재생 시간 |
| -- | ----------------- | ------------------------ | --------- |
| 6. | 〈Rainbow Demon〉 |                          | 4:25      |
| 7. | 〈All My Life〉   | 복스, 바이런, 커슬레이크 | 2:44      |
| 8. | 〈Paradise〉      |                          | 5:10      |
| 9. | 〈The Spell〉     |                          | 7:32      |